# Ovidijus Verbickas
Ovidijus Verbickas (Ukmergė, 4 luglio 1993) è un calciatore lituano, centrocampista dello Žalgiris e della nazionale lituana.

## Carriera

### Club
Nel 2011 viene tesserato dallo Zenit San Pietroburgo, che lo aggrega alla formazione riserve. Il 6 marzo 2014 viene ceduto in prestito all'Atlantas. A dicembre firma un accordo – valido a partire da gennaio – con il Marbella FC, nella terza divisione spagnola. A luglio si trasferisce a titolo gratuito all'Atlantas. Il 9 luglio 2015 esordisce nelle competizioni europee contro il Beroe, incontro preliminare valido per l'accesso alla fase a gironi di UEFA Europa League.
Nel 2017 lascia la squadra, accordandosi con il Sūduva. Dopo aver conquistato il treble domestico, vincendo il campionato – il terzo consecutivo – la Coppa di Lituania e la Supercoppa, il 21 gennaio 2020 si trasferisce al Taraz, nel campionato kazako. Con il Sūduva ha vinto tre campionati, una Coppa di Lituania e due Supercoppe.
Il 22 gennaio 2021 viene ingaggiato dallo Žalgiris.

### Nazionale
Ha giocato nelle nazionali giovanili lituane Under-17, Under-19 ed Under-21.
Esordisce in nazionale il 26 marzo 2016 contro la Russia in amichevole.

## Statistiche

### Presenze e reti nei club
Statistiche aggiornate al 1º settembre 2024.
| Stagione        | Squadra         | Campionato      | Campionato | Campionato | Coppe nazionali | Coppe nazionali | Coppe nazionali | Coppe continentali | Coppe continentali | Coppe continentali | Altre coppe | Altre coppe | Altre coppe | Totale | Totale |
| Stagione        | Squadra         | Comp            | Pres       | Reti       | Comp            | Pres            | Reti            | Comp               | Pres               | Reti               | Comp        | Pres        | Reti        | Pres   | Reti   |
| --------------- | --------------- | --------------- | ---------- | ---------- | --------------- | --------------- | --------------- | ------------------ | ------------------ | ------------------ | ----------- | ----------- | ----------- | ------ | ------ |
| 2014            | Atlantas        | A               | 31         | 6          | CL              | 2               | 1               | UEL                | 0                  | 0                  | -           | -           | -           | 33     | 7      |
| gen.-giu. 2015  | Marbella FC     | SDB             | 4          | 0          | CR              | -               | -               | -                  | -                  | -                  | -           | -           | -           | 4      | 0      |
| 2015            | Atlantas        | A               | 16         | 6          | CL              | 3               | 0               | UEL                | 1                  | 0                  | -           | -           | -           | 20     | 6      |
| 2016            | Atlantas        | A               | 31         | 6          | CL              | 3               | 0               | UEL                | 2                  | 0                  | -           | -           | -           | 36     | 6      |
| Totale Atlantas | Totale Atlantas | Totale Atlantas | 78         | 18         |                 | 8               | 1               |                    | 3                  | 0                  |             | -           | -           | 89     | 19     |
| 2017            | Sūduva          | A               | 28         | 3          | CL              | 2               | 0               | UEL                | 7                  | 1                  | -           | -           | -           | 37     | 4      |
| 2018            | Sūduva          | A               | 22         | 9          | CL              | 2               | 1               | UCL+UEL            | 4+4                | 0+1                | SL          | 1           | 1           | 33     | 12     |
| 2019            | Sūduva          | A               | 21         | 2          | CL              | 3               | 0               | UCL+UEL            | 2+6                | 0+1                | SL          | 1           | 0           | 33     | 3      |
| Totale Sūduva   | Totale Sūduva   | Totale Sūduva   | 71         | 14         |                 | 7               | 1               |                    | 23                 | 3                  |             | 2           | 1           | 103    | 19     |
| 2020            | Taraz           | PL              | 14         | 0          | QK              | 0               | 0               | -                  | -                  | -                  | -           | -           | -           | 14     | 0      |
| 2021            | Žalgiris        | A               | 34         | 2          | CL              | 4               | 1               | UCL+UEL+UECL       | 4+1+2              | 0                  | SL          | 1           | 0           | 46     | 3      |
| 2022            | Žalgiris        | A               | 26         | 3          | CL              | 3               | 0               | UCL+UEL+UECL       | 0+0+2              | 0                  | SL          | 1           | 0           | 32     | 3      |
| 2023            | Žalgiris        | A               | 34         | 3          | CL              | 1               | 0               | UCL+UEL+UECL       | 4+1                | 0                  | SL          | 1           | 0           | 42     | 3      |
| 2024            | Žalgiris        | A               | 24         | 1          | CL              | 1               | 0               | UECL               | 4                  | 0                  | -           | -           | -           | 29     | 1      |
| Totale Žalgiris | Totale Žalgiris | Totale Žalgiris | 118        | 9          |                 | 9               | 1               |                    | 19                 | 0                  |             | 3           | 0           | 149    | 10     |
| Totale carriera | Totale carriera | Totale carriera | 285        | 41         |                 | 24              | 3               |                    | 45                 | 3                  |             | 5           | 1           | 359    | 48     |

### Cronologia presenze e reti in nazionale
| Cronologia completa delle presenze e delle reti in nazionale ― Lituania | Cronologia completa delle presenze e delle reti in nazionale ― Lituania | Cronologia completa delle presenze e delle reti in nazionale ― Lituania | Cronologia completa delle presenze e delle reti in nazionale ― Lituania | Cronologia completa delle presenze e delle reti in nazionale ― Lituania | Cronologia completa delle presenze e delle reti in nazionale ― Lituania | Cronologia completa delle presenze e delle reti in nazionale ― Lituania | Cronologia completa delle presenze e delle reti in nazionale ― Lituania |
| Data                                                                    | Città                                                                   | In casa                                                                 | Risultato                                                               | Ospiti                                                                  | Competizione                                                            | Reti                                                                    | Note                                                                    |
| ----------------------------------------------------------------------- | ----------------------------------------------------------------------- | ----------------------------------------------------------------------- | ----------------------------------------------------------------------- | ----------------------------------------------------------------------- | ----------------------------------------------------------------------- | ----------------------------------------------------------------------- | ----------------------------------------------------------------------- |
| 26-3-2016                                                               | Mosca                                                                   | Russia                                                                  | 3 – 0                                                                   | Lituania                                                                | Amichevole                                                              | -                                                                       | 26’                                                                     |
| 22-3-2017                                                               | Ústí nad Labem                                                          | Rep. Ceca                                                               | 3 – 0                                                                   | Lituania                                                                | Amichevole                                                              | -                                                                       | 46’                                                                     |
| 1-9-2017                                                                | Vilnius                                                                 | Lituania                                                                | 0 – 3                                                                   | Scozia                                                                  | Qual. Mondiali 2018                                                     | -                                                                       | 79’                                                                     |
| 4-9-2017                                                                | Lubiana                                                                 | Slovenia                                                                | 4 – 0                                                                   | Lituania                                                                | Qual. Mondiali 2018                                                     | -                                                                       | 80’                                                                     |
| 8-10-2017                                                               | Vilnius                                                                 | Lituania                                                                | 0 – 1                                                                   | Inghilterra                                                             | Qual. Mondiali 2018                                                     | -                                                                       |                                                                         |
| 24-3-2018                                                               | Tbilisi                                                                 | Georgia                                                                 | 4 – 0                                                                   | Lituania                                                                | Amichevole                                                              | -                                                                       | 65’ 81’                                                                 |
| 27-3-2018                                                               | Erevan                                                                  | Armenia                                                                 | 0 – 1                                                                   | Lituania                                                                | Amichevole                                                              | 1                                                                       | 71’                                                                     |
| 30-5-2018                                                               | Rakvere                                                                 | Estonia                                                                 | 2 – 0                                                                   | Lituania                                                                | Coppa del Baltico 2018                                                  | -                                                                       |                                                                         |
| 5-6-2018                                                                | Vilnius                                                                 | Lituania                                                                | 1 – 1                                                                   | Lettonia                                                                | Coppa del Baltico 2018                                                  | -                                                                       | 71’                                                                     |
| 12-6-2018                                                               | Varsavia                                                                | Polonia                                                                 | 4 – 0                                                                   | Lituania                                                                | Amichevole                                                              | -                                                                       |                                                                         |
| 7-9-2018                                                                | Vilnius                                                                 | Lituania                                                                | 0 – 1                                                                   | Serbia                                                                  | UEFA Nations League 2018-2019 - 1º turno                                | -                                                                       | 72’                                                                     |
| 10-9-2018                                                               | Podgorica                                                               | Montenegro                                                              | 2 – 0                                                                   | Lituania                                                                | UEFA Nations League 2018-2019 - 1º turno                                | -                                                                       | 46’                                                                     |
| 7-9-2019                                                                | Vilnius                                                                 | Lituania                                                                | 0 – 3                                                                   | Ucraina                                                                 | Qual. Euro 2020                                                         | -                                                                       |                                                                         |
| 10-9-2019                                                               | Vilnius                                                                 | Lituania                                                                | 1 – 5                                                                   | Portogallo                                                              | Qual. Euro 2020                                                         | -                                                                       | 77’                                                                     |
| 11-10-2019                                                              | Charkiv                                                                 | Ucraina                                                                 | 2 – 0                                                                   | Lituania                                                                | Qual. Euro 2020                                                         | -                                                                       |                                                                         |
| 14-10-2019                                                              | Vilnius                                                                 | Lituania                                                                | 1 – 2                                                                   | Serbia                                                                  | Qual. Euro 2020                                                         | -                                                                       | 56’                                                                     |
| 4-9-2020                                                                | Vilnius                                                                 | Lituania                                                                | 0 – 2                                                                   | Kazakistan                                                              | UEFA Nations League 2020-2021 - 1º turno                                | -                                                                       | 82’                                                                     |
| 7-9-2020                                                                | Tirana                                                                  | Albania                                                                 | 0 – 1                                                                   | Lituania                                                                | UEFA Nations League 2020-2021 - 1º turno                                | -                                                                       | 75’                                                                     |
| 7-10-2020                                                               | Tallinn                                                                 | Estonia                                                                 | 1 – 3                                                                   | Lituania                                                                | Amichevole                                                              | -                                                                       | 55’                                                                     |
| 14-10-2020                                                              | Vilnius                                                                 | Lituania                                                                | 0 – 0                                                                   | Albania                                                                 | UEFA Nations League 2020-2021 - 1º turno                                | -                                                                       | 90+1’                                                                   |
| 11-11-2020                                                              | Vilnius                                                                 | Lituania                                                                | 2 – 1                                                                   | Fær Øer                                                                 | Amichevole                                                              | -                                                                       | 53’                                                                     |
| 1-6-2021                                                                | Vilnius                                                                 | Lituania                                                                | 0 – 1                                                                   | Estonia                                                                 | Coppa del Baltico 2020                                                  | -                                                                       | 70’                                                                     |
| 4-6-2021                                                                | Riga                                                                    | Lettonia                                                                | 3 – 1                                                                   | Lituania                                                                | Coppa del Baltico 2020                                                  | -                                                                       |                                                                         |
| 8-6-2021                                                                | Leganés                                                                 | Spagna                                                                  | 4 – 0                                                                   | Lituania                                                                | Amichevole                                                              | -                                                                       | 50’ 62’                                                                 |
| 2-9-2021                                                                | Vilnius                                                                 | Lituania                                                                | 1 – 4                                                                   | Irlanda del Nord                                                        | Qual. Mondiali 2022                                                     | -                                                                       | 80’                                                                     |
| 5-9-2021                                                                | Sofia                                                                   | Bulgaria                                                                | 1 – 0                                                                   | Lituania                                                                | Qual. Mondiali 2022                                                     | -                                                                       | 71’                                                                     |
| 8-9-2021                                                                | Reggio Emilia                                                           | Italia                                                                  | 5 – 0                                                                   | Lituania                                                                | Qual. Mondiali 2022                                                     | -                                                                       |                                                                         |
| 9-10-2021                                                               | Vilnius                                                                 | Lituania                                                                | 3 – 1                                                                   | Bulgaria                                                                | Qual. Mondiali 2022                                                     | -                                                                       | 67’                                                                     |
| 12-10-2021                                                              | Vilnius                                                                 | Lituania                                                                | 0 – 4                                                                   | Svizzera                                                                | Qual. Mondiali 2022                                                     | -                                                                       | 46’                                                                     |
| 12-11-2021                                                              | Belfast                                                                 | Irlanda del Nord                                                        | 1 – 0                                                                   | Lituania                                                                | Qual. Mondiali 2022                                                     | -                                                                       | 86’                                                                     |
| 17-6-2023                                                               | Kaunas                                                                  | Lituania                                                                | 1 – 1                                                                   | Bulgaria                                                                | Qual. Euro 2024                                                         | -                                                                       | 46’                                                                     |
| 7-9-2023                                                                | Kaunas                                                                  | Lituania                                                                | 2 – 2                                                                   | Montenegro                                                              | Qual. Euro 2024                                                         | -                                                                       | 90+2’                                                                   |
| 10-9-2023                                                               | Kaunas                                                                  | Lituania                                                                | 1 – 3                                                                   | Serbia                                                                  | Qual. Euro 2024                                                         | -                                                                       | 46’                                                                     |
| 21-3-2024                                                               | Faro                                                                    | Gibilterra                                                              | 0 – 1                                                                   | Lituania                                                                | UEFA Nations League 2022-2023 - Playout                                 | -                                                                       | 82’                                                                     |
| 6-9-2024                                                                | Marijampolė                                                             | Lituania                                                                | 0 – 1                                                                   | Cipro                                                                   | UEFA Nations League 2024-2025 - 1º turno                                | -                                                                       | 86’                                                                     |
| 9-9-2024                                                                | Bucarest                                                                | Romania                                                                 | 3 – 1                                                                   | Lituania                                                                | UEFA Nations League 2024-2025 - 1º turno                                | -                                                                       | 65’                                                                     |
| Totale                                                                  |                                                                         | Presenze                                                                | 36                                                                      |                                                                         | Reti                                                                    | 1                                                                       |                                                                         |

## Palmarès

### Club

#### Competizioni nazionali
- Campionato lituano: 5

Sūduva: 2017, 2018, 2019
Žalgiris: 2021, 2022
- Coppa di Lituania: 3

Sūduva: 2019
Žalgiris: 2021, 2022
- Supercoppa di Lituania: 3

Sūduva: 2018, 2019
Žalgiris: 2023